# Општина Истапалука (Мексико)
Истапалука (шп. Ixtapaluca) општина је у Мексику у савезној држави Мексико. Општина се налази на надморској висини од 2260 м.

## Становништво
Према подацима из 2010. у општини је живело 467361 становника.

### Хронологија
| Година       | 2000                     | 2005                     | 2010                     |
| ------------ | ------------------------ | ------------------------ | ------------------------ |
| Становништво | 297570 (146720 / 150850) | 429033 (210077 / 218956) | 467361 (227846 / 239515) |

### Попис
| \| \| м \| \| \| ж \| \| 0—2 \| 12.662 \| \| \| 12.179 \| \| 3—5 \| 14.167 \| \| \| 13.712 \| \| 6—11 \| 29.909 \| \| \| 29.106 \| \| 12—14 \| 14.835 \| \| \| 14.608 \| \| 15—17 \| 15.375 \| \| \| 15.128 \| \| 18—24 \| 29.480 \| \| \| 30.171 \| \| 60+ \| 10.106 \| \| \| 12.192 \| \| Просек : \| 27,4 \| \| \| 28,5 \| |        |  |  |        |
| |        |  |  |        |
| | м      |  |  | ж      |
| 0—2 | 12.662 |  |  | 12.179 |
| 3—5 | 14.167 |  |  | 13.712 |
| 6—11 | 29.909 |  |  | 29.106 |
| 12—14 | 14.835 |  |  | 14.608 |
| 15—17 | 15.375 |  |  | 15.128 |
| 18—24 | 29.480 |  |  | 30.171 |
| 60+ | 10.106 |  |  | 12.192 |
| Просек : | 27,4   |  |  | 28,5   |

| #   | Индикатор                                                                                        | Вредност |
| --- | ------------------------------------------------------------------------------------------------ | -------- |
| 1   | Становништво од 0 до 2 године                                                                    | 24841    |
| 2   | Мушко становништво од 0 до 2 године                                                              | 12662    |
| 3   | Женско становништво од 0 до 2 године                                                             | 12179    |
| 4   | Становништво са 3 и више година                                                                  | 439153   |
| 5   | Мушко становништво са 3 и више година                                                            | 213500   |
| 6   | Женско становништво са 3 и више година                                                           | 225653   |
| 7   | Становништво са 5 и више година                                                                  | 420675   |
| 8   | Мушко становништво са 5 и више година                                                            | 204129   |
| 9   | Женско становништво са 5 и више година                                                           | 216546   |
| 10  | Становништво са 12 и више година                                                                 | 352259   |
| 11  | Мушко становништво са 12 и више година                                                           | 169424   |
| 12  | Женско становништво са 12 и више година                                                          | 182835   |
| 13  | Становништво са 15 и више година                                                                 | 322816   |
| 14  | Мушко становништво са 15 и више година                                                           | 154589   |
| 15  | Женско становништво са 15 и више година                                                          | 168227   |
| 16  | Становништво са 18 и више година                                                                 | 292313   |
| 17  | Мушко становништво са 18 и више година                                                           | 139214   |
| 18  | Женско становништво са 18 и више година                                                          | 153099   |
| 19  | Становништво од 3 до 5 година                                                                    | 27879    |
| 20  | Мушко становништво од 3 до 5 година                                                              | 14167    |
| 21  | Женско становништво од 3 до 5 година                                                             | 13712    |
| 22  | Становништво од 6 до 11 година                                                                   | 59015    |
| 23  | Мушко становништво од 6 до 11 година                                                             | 29909    |
| 24  | Женско становништво од 6 до 11 година                                                            | 29106    |
| 25  | Становништво од 8 до 14 година                                                                   | 69273    |
| 26  | Мушко становништво од 8 до 14 година                                                             | 35023    |
| 27  | Женско становништво од 8 до 14 година                                                            | 34250    |
| 28  | Становништво од 12 до 14 година                                                                  | 29443    |
| 29  | Мушко становништво од 12 до 14 година                                                            | 14835    |
| 30  | Женско становништво од 12 до 14 година                                                           | 14608    |
| 31  | Становништво од 15 до 17 година                                                                  | 30503    |
| 32  | Мушко становништво од 15 до 17 година                                                            | 15375    |
| 33  | Женско становништво од 15 до 17 година                                                           | 15128    |
| 34  | Становништво од 18 до 24 године                                                                  | 59651    |
| 35  | Мушко становништво од 18 до 24 године                                                            | 29480    |
| 36  | Женско становништво од 18 до 24 године                                                           | 30171    |
| 37  | Женско становништво од 15 до 49 година                                                           | 139051   |
| 38  | Становништво са 60 и више година                                                                 | 22298    |
| 39  | Мушко становништво са 60 и више година                                                           | 10106    |
| 40  | Женско становништво са 60 и више година                                                          | 12192    |
| 41  | Однос између мушкараца и жена                                                                    | 95.13    |
| 42  | Становништво од нуле до 14 година                                                                | 141178   |
| 43  | Становништво од 15 до 64 године                                                                  | 308943   |
| 44  | Становништво од 65 година и више                                                                 | 13873    |
| 45  | Просечан број деце                                                                               | 2.01     |
| 46  | Становништво рођено у ентитету                                                                   | 193991   |
| 47  | Мушко становништво рођено у ентитету                                                             | 95899    |
| 48  | Женско становништво рођено у ентитету                                                            | 98092    |
| 49  | Становништво рођено у другом ентитету                                                            | 267965   |
| 50  | Мушко становништво рођено у другом ентитету                                                      | 129262   |
| 51  | Женско становништво рођено у другом ентитету                                                     | 138703   |
| 52  | Становништво од 5 година и више резидентно у ентитету у јуну 2005. године                        | 378626   |
| 53  | Мушко становништво старосног доба од 5 година и више, резидентно у ентитету у јуну 2005. године  | 183446   |
| 54  | Женско становништво старосног доба од 5 и више година, резидентно у ентитету у јуну 2005. године | 195180   |
| 55  | Становништво од 5 година и више које је живело у другом ентитету у јуну 2005. године             | 38608    |
| 56  | Мушко становништво старије од 5 година које је живело у другом ентитету у јуну 2005. године      | 18770    |
| 57  | Женско становништво старије од 5 година које је живело у другом ентитету у јуну 2005. године     | 19838    |
| 58  | Становништво од 3 године и више које говори аутохтони језик                                      | 8054     |
| 59  | Мушко становништво старо 3 године и више које говори аутохтони језик                             | 3962     |
| 60  | Женско становништво старо 3 године и више које говори аутохтони језик                            | 4092     |
| 61  | Становништво од 3 године и више које говори аутохтони језик и не говори шпански језик            | 57       |
| 62  | Мушко становништво старо 3 године и више које говори аутохтони језик и не говори шпански         | 19       |
| 63  | Женско становништво старо 3 године и више које говори аутохтони језик и не говори шпански језик  | 38       |
| 64  | Становништво старо 3 године и више које говори аутохтони језик и шпански                         | 7014     |
| 65  | Мушко становништво старо 3 године и више које говори аутохтони језик и шпански                   | 3460     |
| 66  | Женско становништво старо 3 године и више које говори аутохтони језик и шпански                  | 3554     |
| 67  | Становништво од 5 година и више које говори аутохтони језик                                      | 7996     |
| 68  | Становништво од 5 година и више које говори аутохтони језик и не говори шпански језик            | 49       |
| 69  | Становништво од 5 година и више које говори аутохтони језик и говори шпански језик               | 6984     |
| 70  | Становништво у домородачким домаћинствима                                                        | 21541    |
| 71  | Становништво са ограничењима у активностима                                                      | 16872    |
| 72  | Становништво са ограниченим ходањем или кретањем, горе или доле                                  | 7468     |
| 73  | Становници са ограничењима вида, чак и уз кориштење сочива                                       | 6374     |
| 74  | Становништво са ограничењима говора, комуникације или конверзације                               | 1401     |
| 75  | Становништво са ограниченим слухом                                                               | 1516     |
| 76  | Становништво са ограничењима при одевању, купању или јелу                                        | 653      |
| 77  | Становништво са ограничењима у опажању или учењу једноставних ствари                             | 892      |
| 78  | Становништво са менталним ограничењима                                                           | 1551     |
| 79  | Становништво без ограничења активности                                                           | 445302   |
| 80  | Становништво од 3 до 5 година које не похађа школу                                               | 13384    |
| 81  | Мушко становништво од 3 до 5 година које не похађа школу                                         | 6834     |
| 82  | Женско становништво од 3 до 5 година које не похађа школу                                        | 6550     |
| 83  | Становништво од 6 до 11 година које не похађа школу                                              | 1353     |
| 84  | Мушко становништво од 6 до 11 година које не похађа школу                                        | 708      |
| 85  | Женско становништво од 6 до 11 година које не похађа школу                                       | 645      |
| 86  | Становништво од 12 до 14 година које не похађа школу                                             | 1589     |
| 87  | Мушко становништво од 12 до 14 година које не похађа школу                                       | 878      |
| 88  | Женско становништво од 12 до 14 година које не похађа школу                                      | 711      |
| 89  | Становништво од 15 до 17 година похађа школу                                                     | 22403    |
| 90  | Мушко становништво од 15 до 17 година похађа школу                                               | 11033    |
| 91  | Женско становништво између 15 и 17 година живота у школи                                         | 11370    |
| 92  | Становништво од 18 до 24 године похађа школу                                                     | 16678    |
| 93  | Мушко становништво од 18 до 24 године похађа школу                                               | 8283     |
| 94  | Женско становништво од 18 до 24 године похађа школу                                              | 8395     |
| 95  | Становништво од 8 до 14 година које не може да чита и пише                                       | 949      |
| 96  | Мушко становништво старосног доба од 8 до 14 година које не може да чита и пише                  | 566      |
| 97  | Женско становништво старосног доби од 8 до 14 година које не може да чита и пише                 | 383      |
| 98  | Становништво од 15 година и више које је неписмено                                               | 9012     |
| 99  | Мушко становништво од 15 година и више које је неписмено                                         | 3129     |
| 100 | Женско становништво од 15 година и више које је неписмено                                        | 5883     |
| 101 | Становништво старо 15 и више година без школовања                                                | 12012    |
| 102 | Мушко становништво старо 15 и више година без школовања                                          | 4590     |
| 103 | Женско становништво старо 15 и више година без школовања                                         | 7422     |
| 104 | Становништво старосног доба 15 и више година са непотпуним основним образовањем                  | 22324    |
| 105 | Мушко становништво старосног доба од 15 година и више са непотпуном основним образовањем         | 9480     |
| 106 | Женско становништво старосног доба 15 и више година са непотпуном основним образовањем           | 12844    |
| 107 | Становништво старо 15 и више година са комплетним основним образовањем                           | 46224    |
| 108 | Мушко становништво старо 15 година и више са комплетним основним образовањем                     | 20519    |
| 109 | Женско становништво старо 15 и више година са комплетним основним образовањем                    | 25705    |
| 110 | Становништво старосног доба 15 и више година са непотпуним средњим образовањем                   | 17243    |
| 111 | Мушко становништво старосног доба од 15 година и више са непотпуним средњим образовањем          | 9330     |
| 112 | Женско становништво старосног доба од 15 година и више са непотпуним средњим образовањем         | 7913     |
| 113 | Становништво старо 15 и више година са пуним секундарном образовањем                             | 90087    |
| 114 | Мушко становништво старосног доба од 15 година и више са пуним секундарном образовањем           | 45246    |
| 115 | Женско становништво старосног доба од 15 година и више са пуним секундарном образовањем          | 44841    |
| 116 | Становништво старије од 18 година са постосновним образовањем                                    | 120765   |
| 117 | Мушко становништво старије од 18 година са постосновним образовањем                              | 59208    |
| 118 | Женско становништво старије од 18 година са постосновним образовањем                             | 61557    |
| 119 | Просечна оцена школовања                                                                         | 9.29     |
| 120 | Просечан ниво образовања мушке популације                                                        | 9.46     |
| 121 | Просечан ниво образовања женског становништва                                                    | 9.14     |
| 122 | Економски активно становништво                                                                   | 190023   |
| 123 | Економски активна мушка популација                                                               | 125832   |
| 124 | Економски активна женска популација                                                              | 64191    |
| 125 | Становништво које није економски активно                                                         | 161137   |
| 126 | Мушко становништво које није економски активно                                                   | 43058    |
| 127 | Женско становништво које није економски активно                                                  | 118079   |
| 128 | Запослено становништво                                                                           | 180389   |
| 129 | Запослено мушко становништво                                                                     | 118580   |
| 130 | Запослено женско становништво                                                                    | 61809    |
| 131 | Незапослена популација                                                                           | 9634     |
| 132 | Незапослена мушка популација                                                                     | 7252     |
| 133 | Незапослена женска популација                                                                    | 2382     |
| 134 | Становништво без права на здравствене услуге                                                     | 205799   |
| 135 | Становништво које има право на здравствене услуге                                                | 257366   |
| 136 | Становништво које има право на ИМСС                                                              | 157743   |
| 137 | Становништво које има право на социјално осигурање                                               | 34266    |
| 138 | Становништво које има право на државно социјално осигурање                                       | 3950     |
| 139 | Становништво које има право на опште осигурање или здравствено осигурање за нову генерацију      | 45128    |
| 140 | Становништво које је било једном или није било у браку током 12 година и више                    | 121364   |
| 141 | Венчано или уједињено становништво од 12 година и више                                           | 199466   |
| 142 | Становништво које је било у браку или уједињено 12 година и више                                 | 30873    |
| 143 | Становништво са католичком религијом                                                             | 385311   |
| 144 | Протестанти, еванђелисти и библијски следбеници различити од еванђелиста                         | 39180    |
| 145 | Становништво са другим религијама различитим од претходних                                       | 1792     |
| 146 | Становништво без религије                                                                        | 21454    |
| 147 | Укупно пописаних домаћинства                                                                     | 117619   |
| 148 | Пописна домаћинства на челу са мушкарцима                                                        | 90619    |
| 149 | Пописна домаћинства на челу са женама                                                            | 27000    |
| 150 | Становништво у пописним домаћинствима                                                            | 463963   |
| 151 | Становништво у пописним домаћинствима на челу са мушкарцима                                      | 370863   |
| 152 | Становништво у пописним домаћинствима на челу са женама                                          | 93100    |
| 153 | Укупно домаћинстава                                                                              | 156887   |
| 154 | Укупно насељених домаћинстава                                                                    | 118691   |
| 155 | Укупно приватних кућа                                                                            | 155815   |
| 156 | Насељени приватни домови                                                                         | 117619   |
| 157 | Укупно насељених приватних кућа                                                                  | 118687   |
| 158 | Ненасељене приватне куће                                                                         | 29040    |
| 159 | Појединачна домаћинства за привремену употребу                                                   | 9156     |
| 160 | Становници у насељеним приватним кућама                                                          | 463963   |
| 161 | Насељеност станара у приватним становима                                                         | 3.94     |
| 162 | Просечно становника по соби у приватним насељеним домаћинствима                                  | 1.08     |
| 163 | Појединачна домаћинства са подовима од различитих материјала од земље                            | 111735   |
| 164 | Појединачна домаћинства у приземљу                                                               | 5155     |
| 165 | Појединачна домаћинства са једном спаваћом собом                                                 | 37369    |
| 166 | Појединачна домаћинства са две спаваће собе и више                                               | 79835    |
| 167 | Појединачна домаћинства са једним собом                                                          | 8625     |
| 168 | Појединачна домаћинства са две собе                                                              | 18627    |
| 169 | Појединачна домаћинства са 3 собе и више                                                         | 89810    |
| 170 | Појединачна домаћинства која имају електрично светло                                             | 116013   |
| 171 | Појединачна домаћинства која немају електрично светло                                            | 1286     |
| 172 | Појединачна домаћинства која имају водоводну воду у стамбеном простору                           | 108546   |
| 173 | Појединачна домаћинства која немају водоводну воду у стамбеном простору                          | 8481     |
| 174 | Појединачна домаћинства која имају тоалет                                                        | 116194   |
| 175 | Појединачна домаћинства која имају канализацију                                                  | 113499   |
| 176 | Појединачна домаћинства која немају канализацију                                                 | 3498     |
| 177 | Појединачна домаћинства која имају електрично светло, довод воде из јавне мреже и канализацију   | 106374   |
| 178 | Појединачна домаћинства без икаквих услова                                                       | 919      |
| 179 | Појединачна домаћинства која имају радио                                                         | 103723   |
| 180 | Појединачна домаћинства која имају телевизор                                                     | 113992   |
| 181 | Појединачна домаћинства која имају фрижидер                                                      | 98033    |
| 182 | Појединачна домаћинства која имају машину за веш                                                 | 84720    |
| 183 | Појединачна домаћинства која имају аутомобил или комби                                           | 43809    |
| 184 | Појединачна домаћинства која имају рачунар                                                       | 40899    |
| 185 | Појединачна домаћинства која имају фиксну телефонску линију                                      | 65284    |
| 186 | Појединачна домаћинства која имају мобилни телефон                                               | 87068    |
| 187 | Појединачна домаћинства која имају приступ интернету                                             | 28862    |